# بيتر شتوشل
بيتر شتوشل مواليد 24 أبريل 1976 في بلزن، هو لاعب كرة يد تشيكي يلعب كحارس مرمى. يلعب حاليا مع نادي فوكس برلين لكرة اليد ويحمل الرقم 71. مثل منتخب التشيك لكرة اليد.

## سجل المنافسة
شارك في البطولات التالية:
- بطولة العالم لكرة اليد للرجال 2015
- بطولة أوروبا لكرة اليد للرجال 2014

## روابط خارجية
- بيتر شتوشل على موقع الاتحاد الأوروبي لكرة اليد (الإنجليزية)